# Koppen
Koppen är en vokal opera i en akt producerad av KTH:s Akademiska Operasällskap vid Kungliga tekniska högskolan (KTH) i Stockholm. Musiken är skriven av Jonas Sjöstrand, och librettot av Kimmo Eriksson efter en skräcknovell av Povel Ramel.
Operan uruppfördes på Rosenlundsteatern i Stockholm i maj 2004 tillsammans med Flex och Plex, en översättning av Arthur Sullivans operett Cox and Box. För regin stod Charlotte Eriksson. Producent var Mattias Söderhielm.